# Koronargefäß

Koronararterien aus anteriorer Perspektive

Als Herzkranzgefäß oder Koronargefäß (von lateinisch coronarius ‚kranzförmig‘, ‚kronenartig‘) wird ein Blutgefäß bezeichnet, das als Arterie den Herzmuskel mit Blut versorgt oder als Vene dieses aus ihm abführt. Über die Herzkranzgefäße wird das gesamte Myokard durchblutet. Die beiden Koronararterien gehen jeweils aus dem Anfangsteil der Aorta ab und verlaufen zunächst kranzförmig an der Herzbasis. Die Koronarvenen münden fast alle über den Koronarvenensinus (Sinus coronarius) in den rechten Herzvorhof.

## Koronararterien

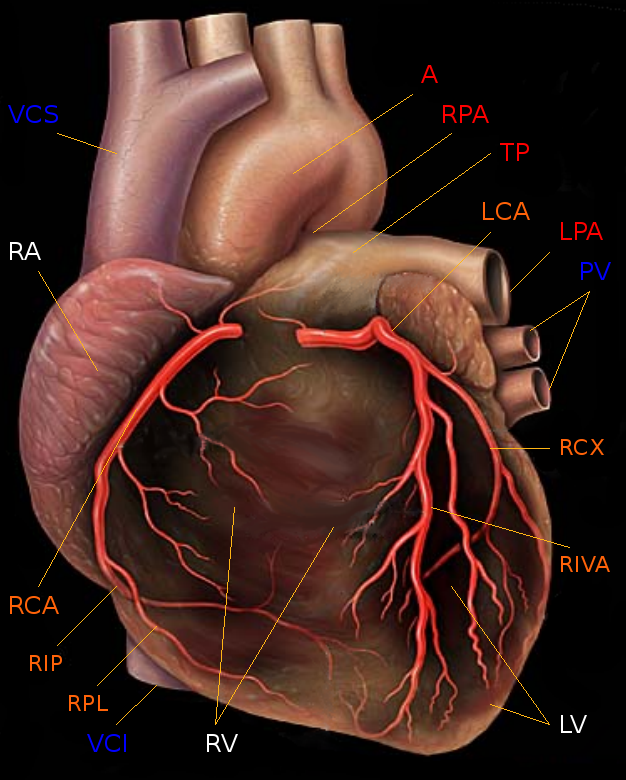
Grafische Darstellung des menschlichen Herzens mit Ansicht von vorne (ventral). Dargestellt sind:
- Herzkammern und -vorhöfe (weiß): rechter Ventrikel (RV, re Kammer), rechter Vorhof (RA, re Atrium) und linker Ventrikel (LV).
Der linke Vorhof wird durch den linken Ventrikel verdeckt.
- Arterien (rote) und Venen (blaue Beschriftung) des großen und kleinen Kreislaufs: Aortenbogen der Aorta (A), Truncus pulmonalis (TP) mit linker und rechter Pulmonalarterie (RPA und LPA) sowie Vena cava superior und inferior (VCS und VCI) sowie die linken Pulmonalvenen (PV).
Die rechten Pulmonalvenen sind durch den rechten Ventrikel verdeckt.
- Koronararterien (orange): Hauptstamm der linken Koronararterie (LCA) mit den Hauptästen Ramus circumflexus (RCX) und Ramus interventricularis anterior (RIVA) sowie der Hauptstamm der rechten Koronararterie (RCA) mit den Hauptästen Ramus interventricularis posterior (RIP) und Ramus posterolateralis (RPL).
Der Ursprung der Coronararterien ist in dieser Zeichnung fälschlich an der Wurzel der Pulmonalarterien und nicht im Bereich der Aortenwurzel eingezeichnet!
- Die Koronarvenen sind nicht dargestellt.

Die Koronararterien (Arteriae coronariae) entspringen einer Einbuchtung der Aorta kurz oberhalb der Aortenklappe in der Ventilebene. Es gibt eine linke (Arteria coronaria sinistra) und eine rechte Herzkranzarterie (Arteria coronaria dextra). Benannt sind sie mit links-rechts nach der hauptsächlich versorgten Herzhälfte.
Die linke Koronararterie (LCA) teilt sich meistens nach etwa 1 cm in zwei Hauptäste: den an der Herzbasis umgebogenen Ramus circumflexus (RCX; lateinisch ramus ‚Ast‘) und den vorne zwischen linker und rechter Herzkammer zur Herzspitze ziehenden Ramus interventricularis anterior (RIVA; englisch left anterior descending, LAD). Der Abschnitt bis zu dieser Gabelung heißt Hauptstamm (Truncus communis). Manchmal teilt sich der Hauptstamm auch in drei Gefäße auf, mit einem weiteren Hauptast, der als Ramus intermedius (RIM) bezeichnet über die freie Wand der linken Kammer bis zur Herzspitze zieht. Die linke Koronararterie versorgt gewöhnlich die Herzvorderwand, die Seitenwand, die Hinterseitenwand und das Septum (Wand zwischen den Hauptkammern).
Die rechte Koronararterie (RCA) hat meistens einen Hauptast, den Ramus interventricularis posterior (RIVP; englisch posterior descendent artery, PDA). Die Hinterwand und der Sinus- und AV-Knoten werden im Regelfall von der rechten Koronararterie versorgt, ebenso die rechte Kammer und der rechte Vorhof und zum Teil auch linke Kammeranteile.
Beide Herzkranzarterien (Arteriae coronariae) geben in ihrem Verlauf auch noch kleinere Äste ab, die häufig je nach Versorgungstyp Variationen unterliegen. Im Folgenden sind die anatomischen Bezeichnungen aufgelistet (in Klammern klinisch gebräuchliche Bezeichnungen und Versorgungsgebiete):
Äste aus dem Ramus circumflexus (RCX):
- Ramus marginalis sinister (Marginalast M; Lateralwand/Seitenwand)
- Ramus atrialis
- Rami posteriores ventriculi sinistri (Ramus posterolateralis sinister (RPLS); Posterolateralwand/Hinterseitenwand)

Äste aus dem Ramus interventricularis anterior (RIVA, englisch left anterior descending (LAD); Vorderwand bis Herzspitze):
- Rami laterales (Diagonaläste D; Anterolateralwand/Vorderseitenwand)
- Rami interventriculares septales (Septaläste; Teile des Septums)

Äste aus der Arteria coronaria dextra (RCA):
- Ramus nodi sinuatrialis (Sinusknotenarterie)
- Ramus coni arteriosi
- Ramus atrialis (Vorhofast)
- Ramus marginalis dexter (Marginalast M)
- Ramus nodi atrioventricularis (AV-Knotenarterie)
- Aufteilung (Bifurkation) der RCA im Bereich der Crux cordis in
  - Ramus interventricularis posterior (RIVP, anastomosiert häufig mit dem RIVA) mit seinen Rami interventriculares septales (bilden häufig Kollateralen zu den Septalästen des RIVA)
  - Ramus posterolateralis dexter (RPLD)

## Versorgungstypen
Wenn die linke Herzkranzarterie auch die Hinterwand und die Knoten mitversorgt, spricht man von einem Linksversorgertyp, bei einer (Mit-)Versorgung der Vorderwand durch die rechte Koronararterie von einem Rechtsversorgertyp; der Normalfall wird als Intermediärtyp bezeichnet.
Den Normalfall (bei rund 80 % der Bevölkerung) stellt der ausgeglichene Typ dar.
Die Arteria coronaria sinistra (linke Herzkranzarterie) versorgt dabei:
- den linken Vorhof,
- die Muskulatur des linken Ventrikels,
- den Großteil des Septum interventriculare,
- einen Anteil der Vorderwand des rechten Ventrikels.

Die Arteria coronaria dextra (rechte Herzkranzarterie) versorgt:
- den rechten Vorhof,
- die Muskulatur des rechten Ventrikels,
- den hinteren Teil des Septum interventriculare,
- den Sinusknoten,
- den AV-Knoten,
- einen Anteil der Hinterwand des linken Ventrikels.

## Koronare Herzkrankheit
Die Koronararterien sind Terminalarterien, es gibt keine Umgehungskreisläufe, die im Notfall eine Versorgung desselben Gebiets übernehmen könnten. Im Falle eines Verschlusses stirbt das unversorgte Muskelgebiet ab (Herz- oder Myokardinfarkt). Sind die Herzkranzgefäße geschädigt, so spricht man von einer koronaren Herzkrankheit (KHK). Beim Herzinfarkt handelt es sich um eine anhaltende Durchblutungsstörung (Ischämie) von Teilen des Herzmuskels (Myokard), die in den meisten Fällen durch Blutgerinnsel in einer Engstelle eines Herzkranzgefäßes verursacht wird. Man spricht von einer arteriosklerotisch veränderten Engstelle des Gefäßes.

## Koronarvenen
Die großen Koronarvenen (Venae cordis) laufen über weite Strecken parallel zu den Koronararterien und münden über den transversal laufenden Sinus coronarius in den rechten Vorhof. Kleinere Koronarvenen münden direkt in den rechten Vorhof oder in andere Herzräume, wie zum Beispiel die Vv. ventriculi dextri (rechter Ventrikel) und die Vv. cardiacae minimae bzw. Thebesiusvenen (Innenräume des Herzens).
Die großen Koronarvenen (Venae cordis) sind:
- Vena cordis magna
- Vena cordis media
- Vena cordis parva